# Israel Halperin
Israel Halperin (* 5. Januar 1911 in Westmount, Québec; † 8. März 2007) war ein kanadischer Mathematiker, der sich mit Funktionalanalysis und Operatoralgebren befasste. Er war auch als Menschenrechtsaktivist bekannt.
Halperin war der Sohn russischer Einwanderer und studierte an der University of Toronto mit dem Abschluss 1932 und an der Princeton University, wo er 1936 bei Salomon Bochner und John von Neumann promoviert wurde (Adjoints and Closures of Linear Differential Operators). Ab 1939 war er an der Queen’s University (Kingston), unterbrochen vom Dienst in der kanadischen Armee im Zweiten Weltkrieg in einer Forschungsabteilung der Artillerie in Ottawa (Canadian Armament Research and Development Establishment, CARDE). Zuletzt war er Major. Nach der Rückkehr an seine Universität wurde er 1946 wegen Spionage für die Sowjetunion verhaftet im Rahmen der Nachforschungen, nachdem der russische Dechiffrier-Beamte Igor Gouzenko übergelaufen war und gegenüber den Behörden ausgesagt hatte, ebenso wie weitere Personen wie Gordon Lunan, der Halperin belastete. Halperin wurde vor einer Kommission vernommen, die 1947 zu dem Schluss kam (beeinflusst durch das unkooperative Verhalten von Halperin), er habe die Geheimhaltungsvorschriften (Official Secrets Act) verletzt. Er kehrte dank der Unterstützung des Universitätspräsidenten Charles Durning (der von Eingaben zahlreicher Wissenschaftler wie Albert Einstein unterstützt wurde) an seine Universität zurück, wo er als Professur bis 1966 lehrte und dann an die Universität Toronto ging, wo er 1976 emeritierte.
Er war Fellow der Royal Society of Canada (1953), deren Henry Marshall Tory Medal er 1967 erhielt, und Ehrendoktor der Queen’s University (1989). Außerdem war er Mitglied des Order of Canada aufgrund seines Eintretens für Menschenrechte. Dafür erhielt er auch den Pagels Award der New York Academy of Sciences.
Er gab verschiedene unvollendete Manuskripte aus dem Nachlass von John von Neumann heraus (wie dessen Continuous Geometries).
Halperin war seit 1940 verheiratet und hatte vier Kinder, die alle Professoren wurden: der Physikprofessor an der Northwestern University William Halperin, Connie Eaves (Stammzellenforschung), der Mathematiker Stephen Halperin und Mary Hannah.
Zu seinen Doktoranden zählt George A. Elliott.

## Schriften
- Introduction to the theory of distributions, based on lectures of Laurent Schwartz, University of Toronto Press 1952